# Дейк, Артур Уильям
Артур Уильям Дейк (англ. Arthur William Dake; 8 апреля 1910, Портленд — 28 апреля 2000, Рино) — американский шахматист; почётный гроссмейстер (1986).

## Шахматная карьера
Наибольших, успехов добился в 1930-х годах. В составе команды США 3-кратный олимпийский чемпион (1931—1935), в том числе на 6-й олимпиаде, выступая на 4-й доске, показал абсолютно лучший результат: +13 −0 =5. Лучшие результаты в международных турнирах: Антверпен (1931) — 1—3-е; Пасадена (1932) — 3—5-е (выиграл у победителя турнира А. Алехина).
Эта победа 28 августа 1932 года ввела его в число членов символического клуба победителей чемпионов мира Михаила Чигорина.
Сиракьюс (1934) — 3—4-е; Мехико (1934) — 1—3-е; Милуоки (1935) — 2-е места. После 2-й мировой войны (1939—1945) редко участвовал в соревнованиях: в 1946 участник матча СССР — США (на 9-й доске 2 ничьи с А. Лилиенталем); в 1952 на турнире в Голливуде — 4—5-е место. 

## Изменения рейтинга
| Графики недоступны из-за технических проблем. См. информацию на Фабрикаторе и на mediawiki.org. |